# Liste der Nationalrekorde im 400-Meter-Lauf der Frauen
Der 400-Meter-Lauf ist eine Sprintdistanz, die bei Olympischen Spielen oder Leichtathletik-Weltmeisterschaften ausgetragen wird. Die Disziplin wird seit 1964 bei den Frauen als olympische Disziplin gewertet.
In der Liste sind sowohl Länder, die Mitglieder der Vereinten Nationen sind, als auch Länder, die offiziell zu einem Staat gehören, aber ein eigenes Komitee beim Weltleichtathletikverband World Athletics haben, wie z. B. Überseegebiete von Frankreich oder Großbritannien oder autonome Provinzen wie Hongkong. Die einzelnen Kontinentalrekorde sind blau hinterlegt, der Weltrekord von Marita Koch ist golden gefärbt.
Die Liste zeigt jeweils nur die beste gelaufene Zeit eines Landes (bei identen Zeiten, ist der aktuellere Lauf festgehalten); dies dient aber nicht dem Überblick der am schnellsten gelaufenen Zeiten, da die schnellsten gemessenen Zeiten zumeist aus den Vereinigten Staaten oder den Karibik-Staaten stammen. (Siehe 400-Meter-Lauf, Weltbestenliste.)

## Liste
| Staat                          | Flagge                         | Name                         | Zeit    | Ort                  | Datum              | Quelle                                                                       |
| ------------------------------ | ------------------------------ | ---------------------------- | ------- | -------------------- | ------------------ | ---------------------------------------------------------------------------- |
| Afghanistan                    | Afghanistan                    | Yalda Amini                  | 76,98 s | Helsinki             | 1. Juni 2017       |                                                                              |
| Ägypten                        | Agypten                        | Bassant Hemida               | 50,53 s | Madrid               | 19. Juli 2025      | Bassant Hemida in der Datenbank von World Athletics (englisch)               |
| Albanien                       | Albanien                       | Klodiana Shala               | 52,86 s | Göteborg             | 8. August 2006     | Klodiana Shala in der Datenbank von World Athletics (englisch)               |
| Algerien                       | Algerien                       | Zahra Bouras                 | 52,98 s | Rehlingen            | 1. Juni 2009       | Zahra Bouras in der Datenbank von World Athletics (englisch)                 |
| Amerikanisch-Samoa             | Samoa Amerikanisch             | Jordan Mageo                 | 61,62 s | San Diego            | 19. April 2012     | Jordan Mageo in der Datenbank von World Athletics (englisch)                 |
| Amerikanische Jungferninseln   | Jungferninseln Amerikanische   | LaVerne Jones-Ferrette       | 51,47 s | Lawrence             | 21. April 2007     | LaVerne Jones-Ferrette in der Datenbank von World Athletics (englisch)       |
| Andorra                        | Andorra                        | Carme Domenjo                | 56,69 s | Tarragona            | 6. Juli 1991       | [ 1 ]                                                                        |
| Angola                         | Angola                         | Guilhermina Da Cruz          | 55,34 s | Stuttgart            | 17. August 1993    | [ 2 ]                                                                        |
| Anguilla                       | Anguilla                       | Artesha Richardson           | 55,41 s | El Paso              | 13. Mai 2017       | Artesha Richardson in der Datenbank von World Athletics (englisch)           |
| Antigua & Barbuda              | Antigua und Barbuda            | Samantha Edwards             | 52,15 s | Petersburg           | 20. April 2012     | [ 3 ]                                                                        |
| Äquatorialguinea               | Äquatorialguinea               | Pilar Ondo                   | 56,64 s | Jerez de la Frontera | 2. August 2003     | [ 4 ]                                                                        |
| Argentinien                    | Argentinien                    | Olga Conte                   | 52,50 s | Buenos Aires         | 22. März 1997      | Olga Conte in der Datenbank von World Athletics (englisch)                   |
| Armenien                       | Armenien                       | Amalja Scharojan             | 53,38 s | Sotschi              | 28. Mai 2015       | Amalja Scharojan in der Datenbank von World Athletics (englisch)             |
| Aruba                          | Aruba                          | Jelissa Nedd                 | 57,78 s | Willemstad           | 9. Juli 2011       |                                                                              |
| Aserbaidschan                  | Aserbaidschan                  | Lamiyə Vəliyeva              | 54,83 s | Chengdu              | 2. August 2023     | Lamiyə Vəliyeva in der Datenbank von World Athletics (englisch)              |
| Äthiopien                      | Athiopien                      | Genet Lire                   | 51,44 s | Addis Abeba          | 13. Juni 2014      | Genet Lire in der Datenbank von World Athletics (englisch)                   |
| Australien                     | Australien                     | Cathy Freeman                | 48,63 s | Atlanta              | 29. Juli 1996      | Cathy Freeman in der Datenbank von World Athletics (englisch)                |
| Bahamas                        | Bahamas                        | Shaunae Miller-Uibo          | 48,36 s | Tokio                | 6. August 2021     | Shaunae Miller-Uibo in der Datenbank von World Athletics (englisch)          |
| Bahrain                        | Bahrain                        | Salwa Eid Naser              | 48,14 s | Doha                 | 3. Oktober 2019    | Salwa Eid Naser in der Datenbank von World Athletics (englisch)              |
| Bangladesch                    | Bangladesch                    | Beauty Nazmun Nahar          | 55,46 s | Islamabad            | 5. April 2004      | Beauty Nazmun Nahar in der Datenbank von World Athletics (englisch)          |
| Barbados                       | Barbados                       | Sada Williams                | 49,58 s | Budapest             | 21. August 2023    | Sada Williams in der Datenbank von World Athletics (englisch)                |
| Belarus                        | Belarus                        | Ilona Ussowitsch             | 50,31 s | Osaka                | 27. August 2007    | Ilona Ussowitsch in der Datenbank von World Athletics (englisch)             |
| Belgien                        | Belgien                        | Cynthia Bolingo Mbongo       | 49,96 s | Budapest             | 21. August 2023    | Cynthia Bolingo Mbongo in der Datenbank von World Athletics (englisch)       |
| Belize                         | Belize                         | Samantha Dirks               | 53,19 s | Riverside            | 16. Mai 2015       | Samantha Dirks in der Datenbank von World Athletics (englisch)               |
| Benin                          | Benin                          | Fabienne Feraez              | 51,47 s | Rom                  | 14. Juli 2006      | Fabienne Feraez in der Datenbank von World Athletics (englisch)              |
| Bermuda                        | Bermuda                        | Caitlyn Bobb                 | 51,11 s | Winston-Salem        | 17. Mai 2025       | Caitlyn Bobb in der Datenbank von World Athletics (englisch)                 |
| Bhutan                         | Bhutan                         | Khandu Lhamo                 | 68,15 s | Phuntsholing         | 12. Dezember 2001  | [ 5 ]                                                                        |
| Bolivien                       | Bolivien                       | Cecilia Gómez                | 53,90 s | Cochabamba           | 18. April 2021     | Cecilia Gómez in der Datenbank von World Athletics (englisch)                |
| Bosnien und Herzegowina        | Bosnien und Herzegowina        | Biba Kajan                   | 53,8 s  | Sarajewo             | 6. Juli 1985       | [ 6 ]                                                                        |
| Botswana                       | Botswana                       | Amantle Montsho              | 49,33 s | Monaco               | 19. Juli 2013      | Amantle Montsho in der Datenbank von World Athletics (englisch)              |
| Brasilien                      | Brasilien                      | Maria Magnólia Figueiredo    | 50,62 s | Rovereto             | 21. August 1990    | Maria Magnólia Figueiredo in der Datenbank von World Athletics (englisch)    |
| Britische Jungferninseln       | Jungferninseln Britische       | Ashley Kelly                 | 51,63 s | Miami                | 8. Juli 2017       | Ashley Kelly in der Datenbank von World Athletics (englisch)                 |
| Brunei                         | Brunei                         | Maziah Mahusin               | 59,28 s | London               | 3. August 2012     | [ 7 ]                                                                        |
| Bulgarien                      | Bulgarien                      | Wanja Stambolowa             | 49,53 s | Rieti                | 27. August 2006    | Wanja Stabolowa in der Datenbank von World Athletics (englisch)              |
| Burkina Faso                   | Burkina Faso                   | Sita Sibiri                  | 51,74 s | Accra                | 20. März 2024      | Sita Sibiri in der Datenbank von World Athletics (englisch)                  |
| Burundi                        | Burundi                        | Francine Niyonsaba           | 53,48 s | Eugene               | 4. Mai 2018        | Francine Niyonsaba in der Datenbank von World Athletics (englisch)           |
| Cayman Islands                 | Cayman Islands                 | Shalysa Wray                 | 52,17 s | Lubbock              | 14. Mai 2022       | Shalysa Wray in der Datenbank von World Athletics (englisch)                 |
| Chile                          | Chile                          | Martina Weil                 | 49,83 s | Paris                | 20. Juni 2025      | Martina Weil in der Datenbank von World Athletics (englisch)                 |
| Republik China (Taiwan)        | Taiwan                         | Chi Cheng                    | 52,74 s | Stockholm            | 29. Juli 1970      | Chi Cheng in der Datenbank von World Athletics (englisch)                    |
| Volksrepublik China            | China Volksrepublik            | Ma Yuqin                     | 49,81 s | Peking               | 11. September 1993 | Ma Yuqin in der Datenbank von World Athletics (englisch)                     |
| Cookinseln                     | Cookinseln                     | Patricia Taea                | 59,41 s | Brisbane             | 5. November 2016   | Patricia Taea in der Datenbank von World Athletics (englisch)                |
| Costa Rica                     | Costa Rica                     | Zoila Stewart                | 52,57 s | Ponce                | 25. November 1993  | [ 8 ]                                                                        |
| Dänemark                       | Danemark                       | Rikke Rønholt                | 52,84 s | Aarhus               | 6. Juli 2006       | Rikke Rønholt in der Datenbank von World Athletics (englisch)                |
| Deutschland                    | Deutschland                    | Marita Koch                  | 47,60 s | Canberra             | 6. Oktober 1985    | Marita Koch in der Datenbank von World Athletics (englisch)                  |
| Dominica                       | Dominica                       | Dawn Williams-Sewer          | 53,40 s | Atlanta              | 10. Mai 1996       | [ 9 ]                                                                        |
| Dominikanische Republik        | Dominikanische Republik        | Marileidy Paulino            | 48,17 s | Paris                | 9. August 2024     | Marileidy Paulino in der Datenbank von World Athletics (englisch)            |
| Dschibuti                      | Dschibuti                      | Choukri Moussa Omar          | 62,85 s | Dschibuti (Stadt)    | 25. März 2017      |                                                                              |
| Ecuador                        | Ecuador                        | Nicole Caicedo               | 51,53 s | São Paulo            | 29. Juli 2023      | Nicole Caicedo in der Datenbank von World Athletics (englisch)               |
| El Salvador                    | El Salvador                    | Verónica Quijano             | 54,72 s | Guatemala-Stadt      | 29. November 2001  | Verónica Quijano in der Datenbank von World Athletics (englisch)             |
| Elfenbeinküste                 | Elfenbeinküste                 | Jessika Gbai                 | 51,94 s | Gainesville          | 13. April 2024     | Jessika Gbai in der Datenbank von World Athletics (englisch)                 |
| Eritrea                        | Eritrea                        | Nazret Weldu                 | 54,99 s | Khartum              | 24. Mai 2007       | Nazret Weldu in der Datenbank von World Athletics (englisch)                 |
| Estland                        | Estland                        | Egle Uljas                   | 51,91 s | Athen                | 21. August 2004    | Egle Uljas in der Datenbank von World Athletics (englisch)                   |
| Eswatini                       | Eswatini                       | Phumlile Ndzinisa            | 53,02 s | Brazzaville          | 14. September 2015 | Phumlile Ndzinisa in der Datenbank von World Athletics (englisch)            |
| Fidschi                        | Fidschi                        | Makelesi Batimala            | 51,89 s | Brisbane             | 26. Juni 2004      | Makelesi Batimala in der Datenbank von World Athletics (englisch)            |
| Finnland                       | Finnland                       | Riitta Salin                 | 50,14 s | Rom                  | 4. September 1974  | Riitta Salin in der Datenbank von World Athletics (englisch)                 |
| Frankreich                     | Frankreich                     | Marie-José Pérec             | 48,25 s | Atlanta              | 29. Juli 1996      | Marie-José Pérec in der Datenbank von World Athletics (englisch)             |
| Französisch-Polynesien         | Franzosisch-Polynesien         | Hereiti Bernardino           | 56,35 s | Apia                 | 17. Juli 2019      | Hereiti Bernardino in der Datenbank von World Athletics (englisch)           |
| Gabun                          | Gabun                          | Adele Mengue                 | 56,54 s | Luanda               | 25. August 1981    | [ 10 ]                                                                       |
| Gambia                         | Gambia                         | Binta Jallow                 | 54,98 s | Abidjan              | 17. April 2019     | Binta Jallow in der Datenbank von World Athletics (englisch)                 |
| Georgien                       | Georgien                       | Maia Asaraschwili            | 52,13 s | St. Petersburg       | 11. Juni 1988      | Maia Asaraschwili in der Datenbank von World Athletics (englisch)            |
| Ghana                          | Ghana                          | Rafiatu Nuhu                 | 51,46 s | Hutchinson           | 15. Mai 2025       | Rafiatu Nuhu in der Datenbank von World Athletics (englisch)                 |
| Gibraltar                      | Gibraltar                      | Sharron Celecia              | 57,4 s  | Gibraltar            | 16. Juli 1995      | [ 11 ]                                                                       |
| Grenada                        | Grenada                        | Hazel Regis-Buckels          | 50,64 s | Oxford               | 16. Mai 2004       | Hazel Regis-Buckels in der Datenbank von World Athletics (englisch)          |
| Griechenland                   | Griechenland                   | Maria Belimbasaki            | 50,45 s | Berlin               | 11. August 2018    | Maria Belimbasaki in der Datenbank von World Athletics (englisch)            |
| Guatemala                      | Guatemala                      | Christa Schumann             | 54,2 s  | Guatemala-Stadt      | 30. August 1986    | [ 12 ]                                                                       |
| Guinea                         | Guinea-a                       | Kensa Sylla                  | 55,77 s | Saint-Étienne        | 10. Juli 2005      | [ 13 ]                                                                       |
| Guinea-Bissau                  | Guinea-Bissau                  | Artemiza Sa                  | 57,02 s | Guarda               | 5. Juli 2003       | [ 14 ]                                                                       |
| Guyana                         | Guyana                         | Aliyah Abrams                | 50,20 s | Freeport             | 13. Mai 2023       | Aliyah Abrams in der Datenbank von World Athletics (englisch)                |
| Haiti                          | Haiti                          | Wadeline Venlogh             | 50,23 s | Freeport             | 17. August 2025    | Wadeline Venlogh in der Datenbank von World Athletics (englisch)             |
| Honduras                       | Honduras                       | Pastora Chavez               | 56,47 s | San Salvador         | 26. Juli 1997      | [ 15 ]                                                                       |
| Hongkong                       | Hongkong                       | Wan Kin Yee                  | 55,03 s | Zhuhai               | 20. März 1999      | Wan Kin Yee in der Datenbank von World Athletics (englisch)                  |
| Indien                         | Indien                         | Hima Das                     | 50,79 s | Jakarta              | 26. August 2018    | Hima Das in der Datenbank von World Athletics (englisch)                     |
| Indonesien                     | Indonesien                     | Sri Maya Sari                | 53,22 s | Timika               | 12. Oktober 2021   | Sri Maya Sari in der Datenbank von World Athletics (englisch)                |
| Irak                           | Irak                           | Gulustan Mahmood             | 53,44 s | Guangzhou            | 21. November 2010  | Gulustan Mahmood in der Datenbank von World Athletics (englisch)             |
| Iran                           | Iran                           | Maryam Tousi                 | 52,95 s | Bangkok              | 8. Mai 2012        | Maryam Tousi in der Datenbank von World Athletics (englisch)                 |
| Irland                         | Irland                         | Rhasidat Adeleke             | 49,09 s | Rom                  | 10. Juni 2024      | Rhasidat Adeleke in der Datenbank von World Athletics (englisch)             |
| Island                         | Island                         | Guðrún Arnardóttir           | 52,83 s | London               | 17. August 1997    | Guðrún Arnardóttir in der Datenbank von World Athletics (englisch)           |
| Israel                         | Israel                         | Anna Tkach                   | 50,67 s | Tula                 | 22. Juli 2000      | [ 16 ]                                                                       |
| Italien                        | Italien                        | Libania Grenot               | 50,30 s | Pescara              | 2. Juli 2009       | Libania Grenot in der Datenbank von World Athletics (englisch)               |
| Jamaika                        | Jamaika                        | Nickisha Pryce               | 48,57 s | London               | 20. Juli 2024      | Nickisha Pryce in der Datenbank von World Athletics (englisch)               |
| Japan                          | Japan                          | Asami Chiba                  | 51,75 s | Fukuroi              | 3. Mai 2008        | Asami Chiba in der Datenbank von World Athletics (englisch)                  |
| Jemen                          | Jemen                          | Talha Ahmed Karim            | 65,28 s | Tunis                | 23. August 1981    | [ 17 ]                                                                       |
| Jordanien                      | Jordanien                      | Aliya Boshnak                | 55,38 s | Nairobi              | 12. Juli 2017      | Aliya Boshnak in der Datenbank von World Athletics (englisch)                |
| Kambodscha                     | Kambodscha                     | Chan Seyha                   | 63,56 s | Jakarta              | 17. Juni 2011      | [ 18 ]                                                                       |
| Kamerun                        | Kamerun                        | Mireille Nguimgo             | 50,69 s | La Chaux-de-Fonds    | 13. August 2000    | Mireille Nguimgo in der Datenbank von World Athletics (englisch)             |
| Kanada                         | Kanada                         | Jillian Richardson           | 49,91 s | Seoul                | 25. September 1988 | Jillian Richardson in der Datenbank von World Athletics (englisch)           |
| Kanada                         | Kanada                         | Marita Payne-Wiggins         | 49,91 s | Los Angeles          | 6. August 1984     | Marita Payne-Wiggins in der Datenbank von World Athletics (englisch)         |
| Kap Verde                      | Kap Verde                      | Lenira Santos                | 57,15 s | Funchal              | 11. Juli 2004      | [ 19 ]                                                                       |
| Kasachstan                     | Kasachstan                     | Tatjana Roslanowa            | 50,68 s | Almaty               | 5. Juni 2004       | Tatjana Roslanowa in der Datenbank von World Athletics (englisch)            |
| Katar                          | Katar                          | Kenza Sosse                  | 61,88 s | Doha                 | 21. April 2019     | Kenza Sosse in der Datenbank von World Athletics (englisch)                  |
| Kenia                          | Kenia                          | Mercy Oketch                 | 50,14 s | Nairobi              | 31. Mai 2025       | Mercy Adongo Oketch in der Datenbank von World Athletics (englisch)          |
| Kirgisistan                    | Kirgisistan                    | Marija Pinigina              | 49,19 s | Helsinki             | 10. August 1983    | [ 20 ]                                                                       |
| Kiribati                       | Kiribati                       | Kaingaue David               | 67,01 s | Cairns               | 23. September 2010 | [ 21 ]                                                                       |
| Kolumbien                      | Kolumbien                      | Ximena Restrepo              | 49,64 s | Barcelona            | 5. August 1992     | Ximena Restrepo in der Datenbank von World Athletics (englisch)              |
| Komoren                        | Komoren                        | Salhate Djamaldine           | 56,45 s | Paris                | 11. Mai 2002       | Salhate Djamaldine in der Datenbank von World Athletics (englisch)           |
| Demokratische Republik Kongo   | Kongo Demokratische Republik   | Maria Bangala                | 54,88 s | Nashville            | 30. April 2022     | Maria Bangala in der Datenbank von World Athletics (englisch)                |
| Republik Kongo                 | Kongo Republik                 | Elodie Malessara             | 53,03 s | Dakar                | 24. Mai 2025       | Elodie Malessara in der Datenbank von World Athletics (englisch)             |
| Nordkorea                      | Korea Nord                     | Shin Kim-dan                 | 51,2 s  | Pjöngjang            | 21. Oktober 1964   | [ 22 ]                                                                       |
| Südkorea                       | Korea Sud                      | Lee Yeon-kyoung              | 53,67 s | Taebaek              | 12. Oktober 2003   | [ 23 ]                                                                       |
| Kosovo                         | Kosovo                         | Vijona Kryeziu               | 54,30 s | Rio de Janeiro       | 13. August 2016    | Vijona Kryeziu in der Datenbank von World Athletics (englisch)               |
| Kroatien                       | Kroatien                       | Danijela Grgić               | 50,78 s | Peking               | 17. August 2006    | Danijela Grgić in der Datenbank von World Athletics (englisch)               |
| Kuba                           | Kuba                           | Ana Fidelia Quirot           | 49,61 s | Havanna              | 5. August 1991     | Ana Fidelia Quirot in der Datenbank von World Athletics (englisch)           |
| Kuwait                         | Kuwait                         | Mona al-Mubarak              | 52,80 s | Kuwait               | 16. Mai 2022       | Mona al-Mubarak in der Datenbank von World Athletics (englisch)              |
| Laos                           | Laos                           | Dalivanh Detthonthip         | 61,90 s | Bangkok              | 13. Dezember 1998  | [ 24 ]                                                                       |
| Lesotho                        | Lesotho                        | Senauone Mamakou             | 52,31 s | Gaborone             | 13. April 2025     | Mamakoli Senauoane in der Datenbank von World Athletics (englisch)           |
| Lettland                       | Lettland                       | Vineta Ikauniece             | 50,71 s | Moskau               | 4. September 1988  | Vineta Ikauniece in der Datenbank von World Athletics (englisch)             |
| Libanon                        | Libanon                        | Rasha Badrani                | 52,72 s | Walnut               | 19. April 2025     | Rasha Badrani in der Datenbank von World Athletics (englisch)                |
| Liberia                        | Liberia                        | Kia Davis                    | 51,55 s | Ponce                | 17. Mai 2008       | Kia Davis in der Datenbank von World Athletics (englisch)                    |
| Libyen                         | Libyen                         | Ruwida El Hubti              | 63,57 s | Athen                | 21. August 2004    | [ 25 ]                                                                       |
| Liechtenstein                  | Liechtenstein                  | Maria Ritter                 | 54,47 s | Zürich               | 20. August 1978    | [ 26 ]                                                                       |
| Litauen                        | Litauen                        | Modesta Justė Morauskaitė    | 50,49 s | Huelva               | 25. Mai 2022       | Modesta Justė Morauskaitė in der Datenbank von World Athletics (englisch)    |
| Luxemburg                      | Luxemburg                      | Fanny Arendt                 | 52,84 s | Lubbock              | 1. Mai 2025        | Fanny Arendt in der Datenbank von World Athletics (englisch)                 |
| Macau                          | Macau                          | Emilia Paunica               | 54,73 s | Sevilla              | 8. Juni 2002       | [ 27 ]                                                                       |
| Madagaskar                     | Madagaskar                     | Ony Paule Ratsimbazafy       | 52,05 s | Paris                | 19. Juli 1998      | Ony Paule Ratsimbazafy in der Datenbank von World Athletics (englisch)       |
| Malawi                         | Malawi                         | Asimenye Simwaka             | 51,55 s | Birmingham           | 7. August 2022     | Asimenye Simwaka in der Datenbank von World Athletics (englisch)             |
| Malaysia                       | Malaysia                       | Shereen Vallabouy            | 51,79 s | Murfreesboro         | 1. Juni 2024       | Shereen Vallabouy in der Datenbank von World Athletics (englisch)            |
| Malediven                      | Malediven                      | Aishath Himna Hassan         | 56,24 s | Kingston             | 24. Juni 2023      | Aishath Himna Hassan in der Datenbank von World Athletics (englisch)         |
| Mali                           | Mali                           | Djénébou Danté               | 52,16 s | Marseille            | 16. Juli 2017      | Djénébou Danté in der Datenbank von World Athletics (englisch)               |
| Malta                          | Malta                          | Janet Richard                | 52,37 s | Chorzów              | 20. Juni 2023      | Janet Richard in der Datenbank von World Athletics (englisch)                |
| Marokko                        | Marokko                        | Nezha Bidouane               | 51,67 s | Berlin               | 1. September 1998  | Nezha Bidouane in der Datenbank von World Athletics (englisch)               |
| Marshallinseln                 | Marshallinseln                 | Haley Nemra                  | 60,00 s | Davis                | 13. März 2010      | Haley Nemra in der Datenbank von World Athletics (englisch)                  |
| Mauretanien                    | Mauretanien                    | Rougui Sarr                  | 82,00 s | Nouakchott           | 10. Juli 1977      | [ 28 ]                                                                       |
| Mauritius                      | Mauritius                      | Sandra Govinden              | 54,62 s | Belle Vue            | 25. Juni 1992      | [ 29 ]                                                                       |
| Mexiko                         | Mexiko                         | Ana Guevara                  | 48,89 s | Paris                | 27. August 2003    | Ana Guevara in der Datenbank von World Athletics (englisch)                  |
| Mikronesien                    | Mikronesien Foderierte Staaten | Adiriana Jack                | 64,41 s | Tumon                | 5. August 1975     | [ 30 ]                                                                       |
| Moldau                         | Moldau Republik                | Olesea Cojuhari              | 52,00 s | Bukarest             | 15. Juni 2012      | Olesea Cojuhari in der Datenbank von World Athletics (englisch)              |
| Monaco                         | Monaco                         | Lise Boryna                  | 57,97 s | Luxemburg            | 30. Mai 2013       | [ 31 ]                                                                       |
| Mongolei                       | Mongolei                       | Otgonpurew Munchtumen        | 55,95 s | Taschkent            | 22. Juni 2025      | Otgonpurew Munchtumen in der Datenbank von World Athletics (englisch)        |
| Montenegro                     | Montenegro                     | Jovana Klajevic              | 57,27 s | Skopje               | 12. Mai 2007       | [ 32 ]                                                                       |
| Mosambik                       | Mosambik                       | Maria de Lurdes Mutola       | 51,37 s | Monaco               | 2. August 1994     | [ 33 ]                                                                       |
| Myanmar                        | Myanmar                        | Yin Yin Khine                | 52,69 s | Manila               | 29. November 2005  | Yin Yin Khine in der Datenbank von World Athletics (englisch)                |
| Namibia                        | Namibia                        | Christine Mboma              | 49,22 s | Windhoek             | 17. April 2021     | Christine Mboma in der Datenbank von World Athletics (englisch)              |
| Nauru                          | Nauru                          | Trudy Duburiya               | 63,00 s | Meneng               | 19. März 1994      | [ 34 ]                                                                       |
| Nepal                          | Nepal                          | Pramila Rijal                | 59,90 s | Dhaka                | 6. Februar 2010    | [ 35 ]                                                                       |
| Neuseeland                     | Neuseeland                     | Kim Robertson                | 51,60 s | Christchurch         | 19. Januar 1980    | Kim Robertson in der Datenbank von World Athletics (englisch)                |
| Nicaragua                      | Nicaragua                      | Ingrid Yahocza Narváez Solis | 55,18 s | Tegucigalpa          | 2. Juli 2017       | Ingrid Yahocza Narváez Solis in der Datenbank von World Athletics (englisch) |
| Niederlande                    | Niederlande                    | Femke Bol                    | 49,17 s | Glasgow              | 2. März 2024       | Femke Bol in der Datenbank von World Athletics (englisch)                    |
| Niger                          | Niger                          | Aminatou Seyni               | 49,19 s | Lausanne             | 5. Juli 2019       | Aminatou Seyni in der Datenbank von World Athletics (englisch)               |
| Nigeria                        | Nigeria                        | Falilat Ogunkoya             | 49,10 s | Atlanta              | 29. Juli 1996      | Falilat Ogunkoya in der Datenbank von World Athletics (englisch)             |
| Nordmazedonien                 | Nordmazedonien                 | Elizabeta Bozinovska         | 53,77 s | Nova Gorica          | 14. Juni 1983      | Elizabeta Bozinovska in der Datenbank von World Athletics (englisch)         |
| Norwegen                       | Norwegen                       | Henriette Jæger              | 49,62 s | Oslo                 | 12. Juni 2025      | Henriette Jæger in der Datenbank von World Athletics (englisch)              |
| Oman                           | Oman                           | Najah Al-Azmi                | 67,00 s | Kuwait               | 10. März 2008      | [ 36 ]                                                                       |
| Österreich                     | Osterreich                     | Susanne Gogl-Walli           | 50,60 s | Zürich               | 5. September 2024  | Susanne Gogl-Walli in der Datenbank von World Athletics (englisch)           |
| Osttimor                       | Osttimor                       |                              |         |                      |                    |                                                                              |
| Pakistan                       | Pakistan                       | Najma Parveen                | 53,63 s | Peschawar            | 11. November 2019  | Najma Parveen in der Datenbank von World Athletics (englisch)                |
| Palästina                      | Palastina Autonomiegebiete     | Hanna Barakat                | 58,20 s | Radès                | 17. Juni 2021      | Hanna Barakat in der Datenbank von World Athletics (englisch)                |
| Palau                          | Palau                          | Felicia Saburo               | 64,94 s | Pohnpei              | 25. Juli 2002      | [ 37 ]                                                                       |
| Panama                         | Panama                         | Gianna Woodruff              | 52,43 s | Waco                 | 23. April 2022     | Gianna Woodruff in der Datenbank von World Athletics (englisch)              |
| Papua-Neuguinea                | Papua-Neuguinea                | Toea Wisil                   | 53,19 s | Gold Coast           | 14. August 2010    | Toea Wisil in der Datenbank von World Athletics (englisch)                   |
| Paraguay                       | Paraguay                       | Ana Camila Pirelli           | 56,62 s | Asunción             | 2. März 2019       | Ana Camila Pirelli in der Datenbank von World Athletics (englisch)           |
| Peru                           | Peru                           | Maitte Torres                | 53,86 s | Cuenca               | 20. Mai 2017       | Maitte Torres in der Datenbank von World Athletics (englisch)                |
| Philippinen                    | Philippinen                    | Lauren Hoffman               | 53,71 s | Clemson              | 9. Februar 2024    | Lauren Hoffman in der Datenbank von World Athletics (englisch)               |
| Polen                          | Polen                          | Natalia Kaczmarek            | 48,90 s | London               | 20. Juli 2024      | Natalia Kaczmarek in der Datenbank von World Athletics (englisch)            |
| Portugal                       | Portugal                       | Cátia Azevedo                | 50,59 s | Huelva               | 3. Juni 2021       | Cátia Azevedo in der Datenbank von World Athletics (englisch)                |
| Puerto Rico                    | Puerto Rico                    | Gabby Scott                  | 50,52 s | Paris                | 6. August 2024     | Gabby Scott in der Datenbank von World Athletics (englisch)                  |
| Ruanda                         | Ruanda                         | Epiphanie Uwintije           | 58,26 s | Algier               | 18. Juli 2007      | Epiphanie Uwintije in der Datenbank von World Athletics (englisch)           |
| Rumänien                       | Rumänien                       | Ionela Târlea                | 49,88 s | Palma                | 12. Juli 1999      | Ionela Târlea in der Datenbank von World Athletics (englisch)                |
| Russland                       | Russland                       | Olga Nasarowa                | 49,11 s | Seoul                | 25. September 1988 | Olga Nasarowa in der Datenbank von World Athletics (englisch)                |
| Salomonen                      | Salomonen                      | Lucia Likonia-Auna           | 59,6 s  | Pirae                | 11. September 1971 | [ 38 ]                                                                       |
| Sambia                         | Sambia                         | Kabange Mupopo               | 50,22 s | Brazzaville          | 15. September 2015 | Kabange Mupopo in der Datenbank von World Athletics (englisch)               |
| Samoa                          | Samoa                          | Kim Peterson                 | 56,32 s | Auckland             | 10. Februar 1990   | [ 39 ]                                                                       |
| San Marino                     | San Marino                     | Martina Pretelli             | 59,44 s | Tiflis               | 21. Juni 2014      | [ 40 ]                                                                       |
| São Tomé und Príncipe          | Sao Tome und Principe          | Gorete Semedo                | 53,48 s | Huelva               | 25. Mai 2022       | Gorete Semedo in der Datenbank von World Athletics (englisch)                |
| Saudi-Arabien                  | Saudi-Arabien                  | Lujain Ibrahim al-Humaid     | 59,78 s | Doha                 | 7. April 2025      | Lujain Ibrahim al-Humaid in der Datenbank von World Athletics (englisch)     |
| Schweden                       | Schweden                       | Moa Hjelmer                  | 51,13 s | Helsinki             | 29. Juni 2012      | Moa Hjelmer in der Datenbank von World Athletics (englisch)                  |
| Schweiz                        | Schweiz                        | Léa Sprunger                 | 50,52 s | La Chaux-de-Fonds    | 1. Juli 2018       | Léa Sprunger in der Datenbank von World Athletics (englisch)                 |
| Senegal                        | Senegal                        | Amy Mbacké Thiam             | 49,86 s | Edmonton             | 7. August 2001     | Amy Mbacké Thiam in der Datenbank von World Athletics (englisch)             |
| Serbien                        | Serbien                        | Tamara Salaški               | 51,89 s | Stara Sagora         | 9. Juni 2016       | Tamara Salaški in der Datenbank von World Athletics (englisch)               |
| Seychellen                     | Seychellen                     | Mirenda Francourt            | 57,04 s | La Grange            | 4. April 1993      | [ 41 ]                                                                       |
| Sierra Leone                   | Sierra Leone                   | Maggie Barrie                | 51,36 s | Bloomington          | 13. Mai 2018       | Maggie Barrie in der Datenbank von World Athletics (englisch)                |
| Simbabwe                       | Simbabwe                       | Vimbayi Maisvoreva           | 50,25 s | Gainesville          | 19. April 2025     | Vimbayi Maisvoreva in der Datenbank von World Athletics (englisch)           |
| Singapur                       | Singapur                       | Shanti Pereira               | 53,67 s | Gainesville          | 30. März 2024      | Shanti Pereira in der Datenbank von World Athletics (englisch)               |
| Slowakei                       | Slowakei                       | Emma Zapletalová             | 50,76 s | Maribor              | 28. Juni 2025      | Emma Zapletalová in der Datenbank von World Athletics (englisch)             |
| Slowenien                      | Slowenien                      | Anita Horvat                 | 51,22 s | Monaco               | 20. Juli 2018      | Anita Horvat in der Datenbank von World Athletics (englisch)                 |
| Somalia                        | Somalia                        | Hindi Abdiqadir Abdi         | 56,18 s |                      | 1. Januar 2015     | [ 42 ]                                                                       |
| Spanien                        | Spanien                        | Sandra Myers                 | 49,67 s | Oslo                 | 6. Juli 1991       | Sandra Myers in der Datenbank von World Athletics (englisch)                 |
| Sri Lanka                      | Sri Lanka                      | Damayanthi Dharsha           | 51,05 s | Jakarta              | 30. August 2000    | Damayanthi Dharsha in der Datenbank von World Athletics (englisch)           |
| St. Kitts und Nevis            | Saint Kitts Nevis              | Tiandra Ponteen              | 50,83 s | Sacramento           | 11. Juni 2005      | Tiandra Ponteen in der Datenbank von World Athletics (englisch)              |
| St. Lucia                      | Saint Lucia                    | Vernetta Lesforis            | 52,21 s | Bridgetown           | 25. Juni 1999      | Vernetta Lesforis in der Datenbank von World Athletics (englisch)            |
| St. Vincent und die Grenadinen | Saint Vincent Grenadinen       | Shafiqua Maloney             | 50,63 s | Lignano Sabbiadoro   | 14. Juli 2024      | Shafiqua Maloney in der Datenbank von World Athletics (englisch)             |
| Südafrika                      | Sudafrika                      | Caster Semenya               | 49,62 s | Ostrava              | 8. September 2018  | Caster Semenya in der Datenbank von World Athletics (englisch)               |
| Sudan                          | Sudan                          | Nawal El Jack                | 51,19 s | Marrakesch           | 15. Juli 2005      | Nawal El Jack in der Datenbank von World Athletics (englisch)                |
| Südsudan                       | Sudsudan                       | Margret Hassan               | 60,00 s |                      | 1. August 2014     | [ 43 ]                                                                       |
| Suriname                       | Suriname                       | Letitia Vriesde              | 52,01 s | Arnhem               | 12. Juli 1997      | Letitia Vriesde in der Datenbank von World Athletics (englisch)              |
| Syrien                         | Syrien                         | Ghofrane Mohamed             | 53,55 s | Algier               | 10. September 2006 | [ 44 ]                                                                       |
| Tadschikistan                  | Tadschikistan                  | Gulsumbij Scharifowa         | 52,70 s | Almaty               | 7. Juli 2019       | Gulsumbij Scharifowa in der Datenbank von World Athletics (englisch)         |
| Tansania                       | Tansania                       | Leticia Athanas              | 53,8 s  | Nairobi              | 5. Juli 1986       | [ 45 ]                                                                       |
| Thailand                       | Thailand                       | Noodang Phimpol              | 52,60 s | Singapur             | 14. Juni 1993      | Noodang Phimpol in der Datenbank von World Athletics (englisch)              |
| Togo                           | Togo                           | Sandrine Thiébaud-Kangni     | 52,50 s | Paris                | 24. August 2003    | Sandrine Thiébaud-Kangni in der Datenbank von World Athletics (englisch)     |
| Tonga                          | Tonga                          | Vasa Tulahe                  | 57,98 s | Sydney               | 30. Januar 1994    | [ 46 ]                                                                       |
| Trinidad und Tobago            | Trinidad und Tobago            | Janeil Bellille              | 51,83 s | Port of Spain        | 21. Juni 2014      | Janeil Bellille in der Datenbank von World Athletics (englisch)              |
| Tschad                         | Tschad                         | Kaltouma Nadjina             | 50,38 s | Edmonton             | 6. August 2001     | Kaltouma Nadjina in der Datenbank von World Athletics (englisch)             |
| Tschechien                     | Tschechien                     | Jarmila Kratochvílová        | 47,99 s | Helsinki             | 10. August 1983    | Jarmila Kratochvílová in der Datenbank von World Athletics (englisch)        |
| Tunesien                       | Tunesien                       | Awatef Ben Hassine           | 51,66 s | Algier               | 24. Juni 2004      | Awatef Ben Hassine in der Datenbank von World Athletics (englisch)           |
| Türkei                         | Turkei                         | Birsen Bekgöz                | 52,15 s | Ankara               | 30. Juli 2011      | Birsen Bekgöz in der Datenbank von World Athletics (englisch)                |
| Turkmenistan                   | Turkmenistan                   | Alena Petrowa                | 52,10 s | Almaty               | 24. Juni 2001      | Alena Petrowa in der Datenbank von World Athletics (englisch)                |
| Turks- und Caicosinseln        | Turksinseln und Caicosinseln   | Yanique Haye-Smith           | 52,50 s | Greensboro           | 10. April 2021     | Yanique Haye-Smith in der Datenbank von World Athletics (englisch)           |
| Tuvalu                         | Tuvalu                         |                              |         |                      |                    |                                                                              |
| Uganda                         | Uganda                         | Leni Shida                   | 50,93 s | Nairobi              | 31. Mai 2025       | Leni Shida in der Datenbank von World Athletics (englisch)                   |
| Ukraine                        | Ukraine                        | Olha Bryshina                | 48,27 s | Canberra             | 6. Oktober 1985    | Olha Bryshina in der Datenbank von World Athletics (englisch)                |
| Ungarn                         | Ungarn                         | Ilona Pál                    | 51,50 s | Budapest             | 11. August 1980    | Ilona Pál in der Datenbank von World Athletics (englisch)                    |
| Uruguay                        | Uruguay                        | Déborah Rodríguez            | 52,53 s | Montevideo           | 3. Oktober 2014    | Déborah Rodríguez in der Datenbank von World Athletics (englisch)            |
| Usbekistan                     | Usbekistan                     | Marina Schmonina             | 50,52 s | Kiew                 | 6. Juli 1990       | Marina Schmonina in der Datenbank von World Athletics (englisch)             |
| Vanuatu                        | Vanuatu                        | Mary-Estelle Kapalu          | 53,92 s | Göteborg             | 5. August 1995     | [ 47 ]                                                                       |
| Venezuela                      | Venezuela                      | Nercely Soto                 | 51,94 s | Trujillo             | 26. November 2013  | Nercely Soto in der Datenbank von World Athletics (englisch)                 |
| Vereinigte Arabische Emirate   | Vereinigte Arabische Emirate   | Aminat Kamarudeen            | 53,19 s | Gumi                 | 27. Mai 2025       | Aminat Kamarudeen in der Datenbank von World Athletics (englisch)            |
| Vereinigte Staaten             | Vereinigte Staaten             | Sanya Richards-Ross          | 48,70 s | Athen                | 16. September 2006 | Sanya Richards-Ross in der Datenbank von World Athletics (englisch)          |
| Vereinigtes Königreich         | Vereinigtes Konigreich         | Amber Anning                 | 49,29 s | Moskau               | 9. August 2024     | Amber Anning in der Datenbank von World Athletics (englisch)                 |
| Vietnam                        | Vietnam                        | Nguyễn Thị Tình              | 51,83 s | Hanoi                | 8. Dezember 2003   | Nguyễn Thị Tình in der Datenbank von World Athletics (englisch)              |
| Zentralafrikanische Republik   | Zentralafrikanische Republik   | Emmanuelle Kogalama          | 54,61 s | Saint-Étienne        | 30. Juni 2001      | [ 48 ]                                                                       |
| Zypern                         | Zypern Republik                | Eleni Artymata               | 50,80 s | Tokio                | 4. August 2021     | Eleni Artymata in der Datenbank von World Athletics (englisch)               |